# Martin Jenkins
Martin Jenkins is een Engelse violist, zanger en mandolinespeler die in verschillende Engelse folk bands heeft opgetreden. Dat zijn onder andere; Dando Shaft, Whippersnapper, Hedgehog Pie en Conundrum. Hij werkte ook op albums met Bert Jansch en Kevin Dempsey. Biografische details waren niet te achterhalen tot nu toe.

## Discografie
Met Dando Shaft
- An Evening With Dando Shaft - 1970
- Dando Shaft - 1971
- Lantaloon - 1972
- Kingdom - 1977
- Anthology - 2002

Met Hedgehog Pie
- Hedgehog Pie - 1975
- The Green Lady - 1975
- Just Act Normal - 1978

Met Whippersnapper
- 1985 Promises
- 1985 Tsubo
- 1985 These Foolish Strings
- 1987 Whippersnapper
- 1991 Stories

- Instrumental Magic, met Bert Jansch - 2003
- Avocet, met Bert Jansch - 1978
- Carry your Smile, met Kevin Dempsey